# 아시안필름마켓
아시아필름마켓(Asian Film Market)은 국제 영화 산업 마켓 중 하나이다. 부산국제영화제와 부산프로모션플랜(현 아시아프로젝트마켓)의 성공에 힘입어 2006년 출범했다. 아시아영화산업의 중심을 꿈꾸며 출범한 아시아필름마켓은 그 동안 부산을 찾은 많은 영화인에게 새로운 영화 비즈니스 모델을 제시하며 꾸준한 성과를 거둬왔다.
아시아필름마켓은 부산의 전시컨벤션센터인 벡스코(Busan Exhibition & Convention Center. 이하 BEXCO)에서 아시아프로젝트마켓(Asian Project Market. 구 PPP, 이하 APM), 부산국제필름커미션ㆍ영화산업박람회(Busan International Film Commission & Industry Showcase. 이하 BIFCOM)와 함께 개최된다. 이외에도 다양한 부대행사들이 마켓 기간 동안 함께 열리며, 주요 부대행사는 다음과 같다.
- 필름 펀드 토크(Film Fund Talk)
- BFC(부산영상위원회)피칭
- KOFIC(영화진흥위원회)인더스트리 포럼
- Ties That Bind
- Book to Film
- KOCCA(한국콘텐츠진흥원) 신화창조 프로젝트
- 아시안영상정책포럼